# Jacques Burger
Pour les articles homonymes, voir Burger.

a Compétitions nationales et continentales officielles uniquement.

b Matchs officiels uniquement.
Jacques Burger, né le 29 juillet 1983 à Windhoek (Sud-Ouest africain), est un joueur international namibien de rugby à XV jouant au poste de troisième ligne aile. Il compte 36 sélections en équipe de Namibie.

## Biographie

### Jeunesse et formation
Jacques Burger naît et grandit à Windhoek, la capitale de la Namibie, à l'époque appelée Sud-Ouest africain. Jusqu'à ses 20 ans, il travaillait dans une entreprise de vente dans sa ville natale puis allait s'entraîner au rugby à XV après sa journée de travail dans l'espoir de décrocher un contrat professionnel à l'étranger. Il eut ensuite la chance de se voir proposer, en 2005, un contrat avec les Griquas, équipe sud-africaine jouant en Currie Cup. Il devint alors l'un des rares namibiens à devenir joueur professionnel.
Avant de devenir professionnel et de rejoindre l'Afrique du Sud, Jacques Burger était déjà international namibien. En effet, il connaît sa première cape avec la Namibie le 14 août 2004, lors d'un match face à la Zambie en Coupe d'Afrique. Il est titulaire au poste de troisième ligne centre et les siens l'emportent 10-52. Il joue ensuite les matchs suivants contre le Kenya au tour préliminaire, contre le Zimbabwe en demi-finale. En finale, il est titulaire face au Maroc et les Namibiens remportent le match 39-22, décrochant le titre de champion d'Afrique,. Jacques Burger remporte quant à lui le premier titre de sa carrière.

### Au plus haut niveau avec les Saracens (2010-2016)
En milieu de saison 2009-2010, alors qu'il était sur le point de s'engager avec Suntory dans le championnat du Japon, il est contacté par le club anglais des Saracens qui cherchait un joueur physique pour compléter sa troisième ligne. Il décide alors de rejoindre le club de Premiership pour la seconde partie de saison,.
À la fin de la de sa première saison avec sa nouvelle équipe en 2010-2011, il est élu joueur de l'année des Saracens,.
Capitaine de la Namibie, il fait partie des quatre professionnels de l'équipe nationale de Namibie en 2011.
Durant la saison 2011-2012, Jacques Burger joue seulement six matchs, avant de se blesser gravement au genou, l'éloignant des terrains pendant presque un an. Il est alors contraint de se faire opérer. En milieu de saison 2012-2013, alors qu'il n'a pas joué un seul match de la saison à cause de sa blessure au genou, il prolonge tout de même son contrat avec les Saracens. Il fait son retour à la compétition le 30 mars 2013, lors d'une rencontre de championnat contre les Wasps, plus d'un an après sa dernière apparition,.
Il est nommé parmi cinq joueurs : Chris Ashton, Schalk Brits, Jonny Wilkinson et Steffon Armitage, pour le titre de Joueur européen de l'année 2014. Le joueur du RC Toulon Armitage remporte finalement cette distinction.
Lors de la Coupe du Monde 2015, il est victime d'une commotion cérébrale lors de la défaite de son équipe nationale face à la Géorgie. Il met un terme à sa carrière internationale, sur cet ultime match.

## Statistiques en équipe nationale
- 38 sélections en équipe de Namibie entre 2004 et 2015
- 7 essais (35 points)
- Sélections par année : 4 en 2004, 4 en 2006, 9 en 2007, 1 en 2008, 5 en 2009, 4 en 2010, 4 en 2011, 1 en 2014, 6 en 2015

En coupe du monde :
- 2007 : 4 capes (face aux sélections d'Irlande, de France, d'Argentine et de Géorgie), 0 point
- 2011 : 4 capes (face aux sélections des Fidji, des Samoa, d'Afrique du Sud et du Pays de Galles), 0 point
- 2015 : 3 capes (face aux sélections de Nouvelle-Zélande, des Tonga et de Géorgie), 10 points (2 essais contre les Tonga)

## Palmarès

### En club
- Bulls
  - Vainqueur du Super 14 en 2009
- Blue Bulls
  - Vainqueur de la Currie Cup en 2009
- Saracens
  - Finaliste Championnat d'Angleterre en 2010 et 2014
  - Vainqueur du Championnat d'Angleterre en 2011, 2015 et 2016
  - Finaliste de la Coupe d'Europe en 2014
  - Vainqueur de la Coupe anglo-galloise en 2015

### En sélection nationale
- Namibie
  - Vainqueur de la Coupe d'Afrique en 2004, 2009, 2015
  - Vainqueur de la Coupe des nations en 2010